# Żywiołki
Żywiołki (ang. The Tidings, 1997) – brytyjski serial animowany. W Polsce premiera serialu odbyła się 8 listopada 1999 roku na kanale Cartoon Network. Od 9 października 2007 roku serial był emitowany przez KidsCo.

## Opis serialu
Serial opowiada o przygodach Niebieskiego Niedźwiadka i jego kolegów, "siedem malutkich cudów natury", którzy mają opiekować się Ziemią i jej mieszkańcami.

## Bohaterowie
- Błękitek – główny bohater. Jest niebieskim misiem. Kiedyś był niedźwiedziem brunatnym.
- Łazik – ma brodę. Nosi zielone spodenki i drewniany szpadel, którym przekopuje się pod ziemią.
- Panda – jest pandą wielką.
- Rzepka – jest koloru fioletowego.
- Wodniś – jest przezroczysty.
- Słońcuś – jest koloru żółtego.
- Gwiazdusia – prowadzi nocny tryb życia. Jest cała ciemnoniebieska z gwiazdą na brzuchu. Nosi brązowe buty z pomponami.
- Globik – jest globusem.
- Ognioświrki – żywe płomienie.
- Burzochmur, Chmurogęba, Kłębochmurek – chmury kłębiaste sprzyjające żywiołkom.
- Szyszkowcy, Szyszynki – przyjazne szyszki.

## Wersja polska
Wersja polska: PAANFILM STUDIO WARSZAWA

Reżyseria: Jerzy Dominik

Dialogi:
- Dorota Filipek-Załęska (odc. 1-10),
- Maria Utecht (odc. 11-13)

Dźwięk i montaż: Michał Skarżyński

Kierownictwo produkcji: Lidia Masiak

Udział wzięli:
- Krzysztof Kołbasiuk
- Krystyna Kozanecka
- Jolanta Wołłejko
- Ewa Kania
- Andrzej Gawroński
- Wojciech Paszkowski
- Tomasz Kozłowicz
- Józef Mika
- Mikołaj Müller
- Ewa Smolińska
- Artur Kaczmarski
- Mieczysław Morański
- Jarosław Domin

i inni
Tekst piosenki: Dariusz Dunowski

Śpiewali: Wojciech Paszkowski i Anna Apostolakis

## Odcinki
- W Polsce serial był emitowany przez KidsCo, zapowiadany był pod nazwą Wieści.
- Dawniej serial emitowany był w Cartoon Network.

### Spis odcinków
| Nr             | Polski tytuł                            | Angielski tytuł                       |
| -------------- | --------------------------------------- | ------------------------------------- |
|                |                                         |                                       |
| SERIA PIERWSZA |                                         |                                       |
|                |                                         |                                       |
| 01             | Tak się zaczęło                         | In The Beginning                      |
|                |                                         |                                       |
| 02             | Łazik wyrusza na wyprawę                | Traveller Takes a Trip                |
|                |                                         |                                       |
| 03             | W sieci                                 | To Catch a Net                        |
|                |                                         |                                       |
| 04             | Słońce, morze i piasek                  | Sun, Sea and Sand                     |
|                |                                         |                                       |
| 05             | Przygoda Jeżyka                         | The Hedgehog’s Adventure              |
|                |                                         |                                       |
| 06             | Nowy przyjaciel Słońcusia               | Sunny’s New Friend                    |
|                |                                         |                                       |
| 07             | Pogromcy ognia                          | Firecrackers                          |
|                |                                         |                                       |
| 08             | Śniadaniowa bajka                       | The Breakfast Story                   |
|                |                                         |                                       |
| 09             | Uciekający głaz                         | The Runaway Rock                      |
|                |                                         |                                       |
| 10             | Koszmarna noc Pana Drzewo               | A Scary Night for Mr. Tree            |
|                |                                         |                                       |
| 11             | Kiedy Hally poznał Sally                | When Hally Met Sally                  |
|                |                                         |                                       |
| 12             | Wszystkiego najlepszego świecie         | Happy Birthday World                  |
|                |                                         |                                       |
| 13             | Piosenka i taniec w leśnej dolince      | A Song and Dance in the Forest of Lap |
|                |                                         |                                       |
| 14             | Niechciana bajka Gwiazdusi              |                                       |
|                |                                         |                                       |
| 15             | Dar ognioświrków                        |                                       |
|                |                                         |                                       |
| 16             | Choroba Globika                         |                                       |
|                |                                         |                                       |
| 17             | Profesor Globik                         |                                       |
|                |                                         |                                       |
| 18             | Źródło radości Rzepki                   |                                       |
|                |                                         |                                       |
| 19             | Żywiołki pod śniegiem                   |                                       |
|                |                                         |                                       |
| 20             | Historia pewnej dziury                  |                                       |
|                |                                         |                                       |
| 21             | Błękitek jedzie do krainy Gdzie Indziej |                                       |
|                |                                         |                                       |
| 22             | Łazik rozwiązuje problem                |                                       |
|                |                                         |                                       |
| 23             | Globik jest okrągły                     |                                       |
|                |                                         |                                       |
| 24             | Przyjaciele na zawsze                   |                                       |
|                |                                         |                                       |
| 25             | Koszmar obłoków                         |                                       |
|                |                                         |                                       |
| 26             | Dziwny zamek                            |                                       |
|                |                                         |                                       |